# Oleh Ourousky
Oleh Ourouskiy (en ukrainien : Уруський Олег Семенович), né le 13 avril 1963 à Tchortkiv  est un homme d'État ukrainien. Il est Vice-Premier ministre et Ministre des Industries stratégiques du Gouvernement Chmyhal.

## Biographie
Docteur en sciences, il fut, entre 1996 et 2000 attaché au Conseil de défense et de sécurité nationale d'Ukraine.